# كوني
كوني (بالبورمية: ကော်နီ)‏ هي مغنية ميانمارية، ولدت في القرن العشرين في Mingaladon Township ‏ في ميانمار.